# Megalothorax sanctistephani
Megalothorax sanctistephani ist ein Springschwanz, der nur aus den Katakomben des Stephansdoms in Wien bekannt ist.

## Merkmale
Die Tiere sind nur rund 0,39 mm groß, blind und eher kugelförmig. Sie ähneln der kosmopolitisch verbreiteten Art Megalothorax minimus. Sie besitzen im Gegensatz zu dieser eine ovale Struktur zwischen den Antennen anstatt einer Borste. Typische Merkmale von Höhlenbewohnern (troglomorphe Merkmale) fehlen, etwa Verlängerungen von Extremitäten; daher wird angenommen, dass die Art eher an engräumige Subterranbiotope als an Höhlen angepasst ist.

## Verbreitung und Habitat
Die Art ist nur vom Ort der Erstbeschreibung bekannt, den aus der Barockzeit stammenden neuen Katakomben des Wiener Stephansdoms. Das Gesamtareal dürfte die pannonischen Flach- und Hügelländer Österreichs umfassen. Sie lebt im Lückensystem der aus dem Pleistozän stammenden Sedimente der Wiener Stadtterrasse. Die Funde erfolgten unter dem Lehmboden der Katakomben. Der Gefährdungsgrad der Art ist nicht bekannt.

## Etymologie
Benannt ist die Art nach dem Patron der Typuslokalität, dem heiligen Stephanus. Sein ikonographisches Attribut, eine Handvoll Steine, die für seinen Steinigungstod stehen, sind auch ein Verweis auf das Habitat der Art, den Schotter der Katakomben.

## Belege
- E. Christian: Apterygota, in: Wolfgang Rabitsch, Franz Essl: Endemiten – Kostbarkeiten in Österreichs Pflanzen- und Tierwelt. Naturwissenschaftlicher Verein für Kärnten und Umweltbundesamt GmbH, Klagenfurt und Wien 2009. ISBN 978-3-85328-049-2, hier S. 571f.
- E. Christian: Megalothorax sanctistephani sp.n. (Insecta: Collembola: Neelidae) from the catacombs of St. Stephen's Cathedral, Vienna. Annalen des Naturhistorischen Museums Wien 100 B, 1998, S. 15–18 (zobodat.at [PDF; 797 kB]).